# أستاتين
الأستاتين الأستات (بالإنجليزية: Astatine)‏عنصر كيميائي له الرمز At والعدد الذري (85) في الجدول الدوري، وهو عنصر مشع ويعد أثقل عناصر زمرة الهالوجينات التي ينتمي إليها.الأَسْتَاتِين أثقل عنصر في مجموعة الهالوجين الكيميائية وهو غير مستقر وتتفكك كل نظائره الثلاثين إشعاعيًا. والعمر النصفي لأكثر نظائره ثباتًا يبلغ ثماني ساعات، ووزنه الذري 210.
والرمز الكيميائي للأستاتين At وعدده الذري 85، وتشبه خواصه الكيميائية خواص اليود، غير أن الأستاتين يفقد إلكتروناته في التفاعل الكيميائي بسهولة، مقارنة باليود، كما أنه أقل من اليود في اكتساب الإلكترونات.
تم تحضير الأستاتين لأول مرة عام 1940م، والذي قام بتحضيره هو ديل ر. كورسون وك. ر. ماكينزي وإميليو سيجري في مدينة بيركلي بكاليفورنيا بالولايات المتحدة. وقد أُنتج داخل سايكلوترون بقذف البزْموت بجسيمات ألْفا ذات طاقة عالية. ورغم وجود كمية قليلة من العنصر في اليورانيوم الخام فإن كل الأستاتين تقريبًا يحضر صناعيًّا.